# YDJC
YDJC (англ. YdjC chitooligosaccharide deacetylase homolog) – білок, який кодується однойменним геном, розташованим у людей на довгому плечі 22-ї хромосоми. Довжина поліпептидного ланцюга білка становить 323 амінокислот, а молекулярна маса — 34 466.
| 10         |  | 20         |  | 30         |  | 40         |  | 50         |
| ---------- |  | ---------- |  | ---------- |  | ---------- |  | ---------- |
| MSRPRMRLVV |  | TADDFGYCPR |  | RDEGIVEAFL |  | AGAVTSVSLL |  | VNGAATESAA |
| ELARRHSIPT |  | GLHANLSEGR |  | PVGPARRGAS |  | SLLGPEGFFL |  | GKMGFREAVA |
| AGDVDLPQVR |  | EELEAQLSCF |  | RELLGRAPTH |  | ADGHQHVHVL |  | PGVCQVFAEA |
| LQAYGVRFTR |  | LPLERGVGGC |  | TWLEAPARAF |  | ACAVERDARA |  | AVGPFSRHGL |
| RWTDAFVGLS |  | TCGRHMSAHR |  | VSGALARVLE |  | GTLAGHTLTA |  | ELMAHPGYPS |
| VPPTGGCGEG |  | PDAFSCSWER |  | LHELRVLTAP |  | TLRAQLAQDG |  | VQLCALDDLD |
| SKRPGEEVPC |  | EPTLEPFLEP |  | SLL        |  |            |  |            |

A: Аланін

C: Цистеїн

D: Аспарагінова кислота

E: Глутамінова кислота

F: Фенілаланін

G: Гліцин

H: Гістидин

I: Ізолейцин

K: Лізин

L: Лейцин

M: Метіонін

N: Аспарагін

P: Пролін

Q: Глутамін

R: Аргінін

S: Серин

T: Треонін

V: Валін

W: Триптофан

Кодований геном білок за функцією належить до гідролаз. 
Задіяний у таких біологічних процесах, як вуглеводний обмін, альтернативний сплайсинг. 
Білок має сайт для зв'язування з іонами металів, іоном магнію. 